# Oblato
En el seno de la Iglesia católica (también en las tradiciones Anglicanas, Ortodoxas y Metodistas) se denomina oblato a aquel creyente que, sin profesar los votos de una orden religiosa y sin dejar de ser laico, se ofrece a Dios y se compromete a cumplir parte de los compromisos de los religiosos de alguna orden.
Un ejemplo de oblato es el rey santo Enrique II del Sacro Imperio Romano Germánico. Otro es Erico de Auxerre (841-876), escritor, músico y monje oblato, iniciador de la escuela de Auxerre. Escribió sobre san Germano, homilías (Collectaeum), glosas y sumarios.
En la Edad Media el término se utilizaba también para designar a los niños que se entregaban en una comunidad monástica: en el siglo XIV tanto los benedictinos como los franciscanos recurrieron al procedimiento de aceptar niños en sus conventos en calidad de oblatos, con el propósito de formarlos dentro de su convento y en el espíritu de cada orden.
Por otra parte, algunas órdenes religiosas han incluido este término en su denominación, a pesar de no estar integradas por laicos. Ejemplo de esto son los Misioneros Oblatos de María Inmaculada.